# زبان سیاه
زبان سیاه (به انگلیسی: Black Speech) زبان خیالی ایجاد شده توسط جان رونالد روئل تالکین است. زبان سیاه یکی از زبان‌های آردا در رشته‌افسانه‌های تالکین در سرزمین میانی است که در قلمرو موردور به کار می‌رود. این زبان توسط سائورون ساخته شد و زبان تمام بندگان موردور است و به دو شکل باستانی «خالص» و نوین «تحقیرآمیز» وجود دارد که شکل باستانی آن توسط خود سائورون، نزگول‌ها و ترول‌ها استفاده می‌شد و شکل تحقیرآمیز آن توسط اورک‌ها و سربازان بارد-دور در دوران سوم استفاده می‌شد.

## توسعه توسط تالکین
زبان سیاه یکی از زبان‌های پراکنده در رمان‌های تالکین است. از آنجا که زبان سیاه به‌طور کلی یک زبان پلید است برخلاف زبان الفی، تالکین آهنگ یا شعر در زبان سیاه به جز نوشته‌های حلقه یگانه به کار نبرد.

## تاریخچه
سائورون برای تحمیل زبان سیاه به‌عنوان زبان رسمی سرزمین تحت سلطه خود تلاش‌های زیادی کرد، اما او فقط تا حدی موفق بود. نزگول‌ها، ترول‌ها و افسران ارشد سائورون (مانند دهان سائورون) آن را به‌طور سره و خالص به کار می‌بردند اما سربازان باراد-دور و به خصوص اورک‌ها شکل تحریف شده آن (اغلب دشنام‌ها) را به کار می‌بردند.

## کتیبه روی حلقه

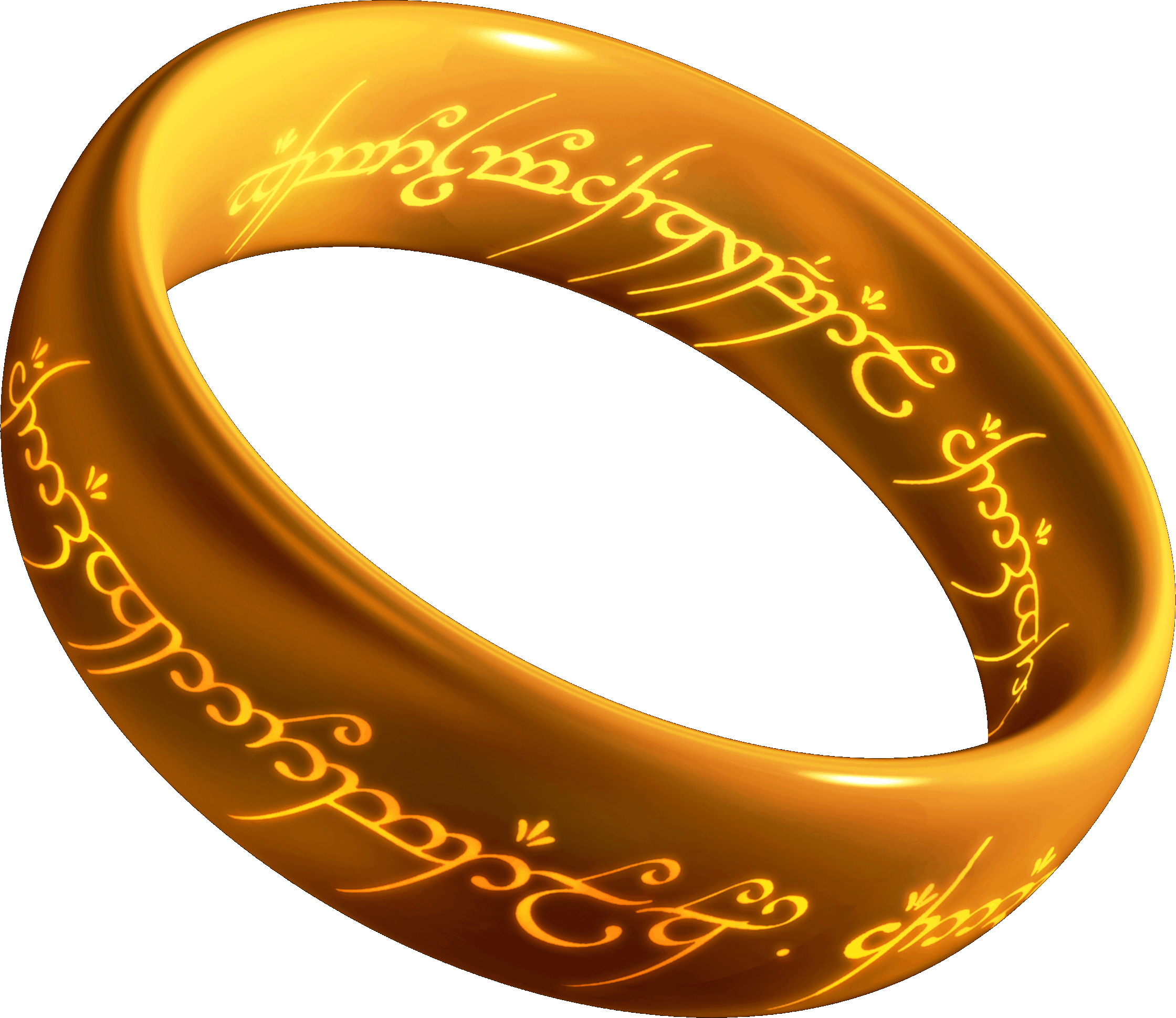
کتیبه بر روی حلقه یگانه

تنها مثال از زبان سیاه به‌طور سره بر روی حلقه یگانه وجود دارد:
Ash nazg durbatulûk, ash nazg gimbatul,
ash nazg thrakatulûk agh burzum-ishi krimpatul.
ترجمه به فارسی
حلقه‌ای است از برای حکم راندن، حلقه‌ای است از برای یافتن،

حلقه‌ای است از برای آوردن، و در تاریکی به هم پیوستن. 
جدول زیر واژگانی از زبان سیاه می‌باشد و آنهایی که ستاره دار هستند در کتیبه حلقه به کار رفته‌اند.
| زبان سیاه | فارسی                                                             |
| --------- | ----------------------------------------------------------------- |
| Ash*      | یک                                                                |
| Nazg*     | حلقه                                                              |
| Durb-*    | محدود، نیرو، تسلط                                                 |
| -At*      | پایان فعل می‌آید (برای سوم شخص اشیاء بکار می‌رود مثلاً در مورد حلقه) |
| -Ut       | پایان فعل می‌آید (برای سوم شخص جاندار)                             |
| Alûk*     | همه آنها                                                          |
| Gimb-*    | پیدا کردن، به دنبال                                               |
| -Ul*      | آن‌ها را                                                           |
| Thrak-*   | با توسل به زور، کشیدن، آوردن                                      |
| Ghâsh-    | آتش                                                               |
| Agh*      | و                                                                 |
| Burzum*   | تاریکی                                                            |
| ishi*     | در، درون                                                          |
| Krimp-*   | اتصال گره                                                         |
| -Hai      | قوم                                                               |
| Uruk-     | اورک                                                              |
| Olog-     | غول، ترول                                                         |
| Gûl       | شبح                                                               |

## دیگر نمونه‌ها
برخی دیگر از واژگان شناخته شده زبان سیاه، توسط تالکین در ضمیمه بازگشت پادشاه داده شده‌است. این واژگان عبارتند از Lugbúrz، به معنی «برج تاریک» (باراد-دور)، snaga، به معنی «برده»، و ghâsh «آتش». نام نزگول ترکیبی از «نزگ» به معنی «حلقه» و «گول» به معنی «شبح»، بنابراین ترجمه آن «اشباح حلقه» است.

### استفاده در فیلم
در سه‌گانه فیلم ارباب حلقه‌ها، زبانشناس دیوید سالو از واژگان زبان سیاه استفاده می‌کند:
Gu kibum kelkum-ishi, burzum-ishi. Akha-gum-ishi ashi gurum
("در سرما زندگی نیست، در تاریکی. در اینجا تنها مرگ است.")